# Нове Пруси
Нове Пруси (пол. Nowe Prusy, нім. Preußenfier) — село в Польщі, у гміні Черськ Хойницького повіту Поморського воєводства.
У 1975-1998 роках село належало до Бидгощського воєводства.